# Sinployea rudis
Sinployea rudis foi uma espécie de gastrópodes da família Charopidae.
Foi endémica das Ilhas Cook.